# Tortriculladia
Tortriculladia is een geslacht van vlinders van de familie grasmotten (Crambidae).

## Soorten
- T. argentimaculalis Hampson, 1919
- T. belliferens Dyar, 1914
- T. eucosmella Dyar, 1914
- T. mignonette Dyar, 1914
- T. mixena Bleszynski, 1967
- T. pentaspila Zeller, 1877